# Izaak (imię)
Izaak (Icchak, Jic`chak, Icaak) – imię męskie pochodzenia hebrajskiego. Wywodzi się od słowa יצחק oznaczającego „śmiech”, jishak („Bóg uśmiechnął się”). Imię teoforyczne ze składnikiem isha. Imię Izaak nosił starotestamentowy syn Abrahama, brat Ismaela, patriarcha Izaak.
Hagiografia, w Bibliotheca Sanctorum, zawiera dwudziestu świętych o tym imieniu. W Polsce imię występowało od XiV wieku w formach Izak, Izaak, Hisak. W XXI wieku rzadkie. W marcu 2001 nosiło je 72 Polaków, natomiast w styczniu 2024 w rejestrze PESEL było 145 mężczyzn o imieniu Izaak nadanym jako imię pierwsze oraz 151 mężczyzn o tym imieniu nadanym jako imię drugie. Dla porównania, najczęściej nadane jako męskie imię pierwsze – Piotr, otrzymało 689313 mężczyzn.
Izaak imieniny obchodzi 11 kwietnia, 6 października, 19 października, 13 listopada.

## Imię Izaak w innych językach[9]
- łacina – Isaac, Isaacus
- angielski – Isaac, Izaak
- czeski – Izák
- francuski – Isaac
- hiszpański – Isaac
- niemieckl – Isaak, Isaac
- rosyjski – Isaak
- słowacki – Izák
- słoweński – Izak
- włoski – Isacco.

## Mężczyźni o imieniu Izaak
- Szahak III, katolikos Armenii z lat 677–703
- Sahak I, duchowny Apostolskiego Kościoła Ormiańskiego, jeden z patriarchów tego Kościoła
- Izaak, jeden z Pięciu Braci Męczenników,
- Izaak Aaronowicz
- Izaak I z Optiny
- Izaak Angelos
- Isaac Asimov
- Isaak Babel
- Izaak van den Blocke
- Icchak Cukierman
- Izaak Cylkow
- Izaak Grünbaum
- Jicchak Kaduri
- Izaak I Komnen – cesarz bizantyjski
- Izaak Komnen – trzeci syn cesarza bizantyjskiego Aleksego I Komnena
- Izaak Komnen – władca Cypru
- Izaak Luria
- Isaac Newton – filozof i astronom angielski
- Izaak Jakowlewicz Pomerańczuk
- Isaac Bashevis Singer
- Izak Šantej (ur. 1973) – słoweński żużlowiec
- Ike Turner – amerykański muzyk, mąż Tiny Turner
- Isaac Hayes – amerykański muzyk, kompozytor, aktor, producent.